# (22042) 1999 XP194
(22042) 1999 XP194 è un asteroide troiano di Giove del campo greco. Scoperto nel 1999, presenta un'orbita caratterizzata da un semiasse maggiore pari a 5,169488 UA e da un'eccentricità di 0,091855, inclinata di 6,865058° rispetto all'eclittica.